# Instituto Alok

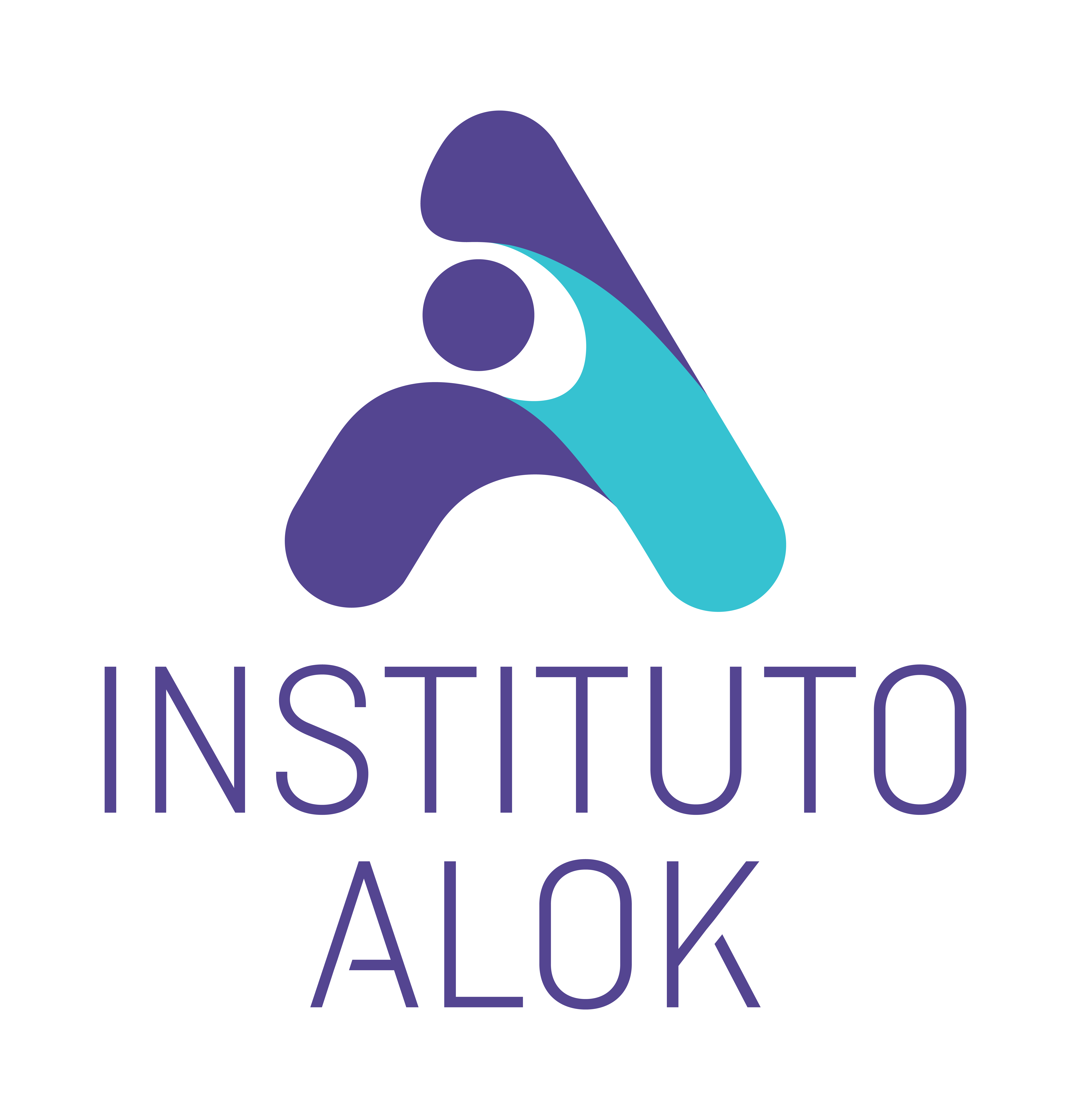

O Instituto Alok foi fundado em 2020 pelo DJ e produtor musical Alok, um dos artistas brasileiros de maior projeção internacional, inicialmente com um fundo de USD 10 milhões.
Até 2024, o Instituto Alok apoiou um total de 110 projetos, sendo 99 no Brasil e 11 em três países da África e na Índia.
Foram beneficiadas 1.625.000 pessoas no Brasil e cerca de 115 mil somando África e Índia, com um investimento que chega a 26 milhões de reais no Brasil, 5,5 milhões de reais na África e mais 5,5 milhões de reais na Índia.

## Áreas de Atuação
O Instituto Alok concentra suas atividades em três áreas-chave: Desenvolvimento Humano, Natureza e Comunidades, Povos Originários.
As iniciativas com populações indígenas também atendem aos objetivos das outras áreas de atuação de forma transversal. A população negra é um foco prioritário especialmente na área de Desenvolvimento Humano.
- Desenvolvimento Humano: Contribuição para o acesso a condições de vida plenas, especialmente em Saúde para mulheres e crianças e em Educação de crianças e jovens; apoiando o empreendedorismo, a segurança alimentar e o empoderamento da população negra.
- Natureza e Comunidades: Iniciativas de reflorestamento, restauração e conservação da natureza, sempre com respeito à biodiversidade, o protagonismo e empoderamento das comunidades locais e a união dos conhecimentos ancestrais e atuais para enfrentamento da crise climática.
- Povos Originários: Fortalecimento da defesa de seus direitos e da integridade de seus territórios, reconhecendo e celebrando sua diversidade étnica e cultural, fortalecendo processos de apoio ao empreendedorismo, a economia sustentável e apoiando ações socioambientais nas aldeias.

O Instituto Alok tem presença destacada em ações emergenciais de solidariedade em casos de enchentes, seca e fome.

## Ancestralidade

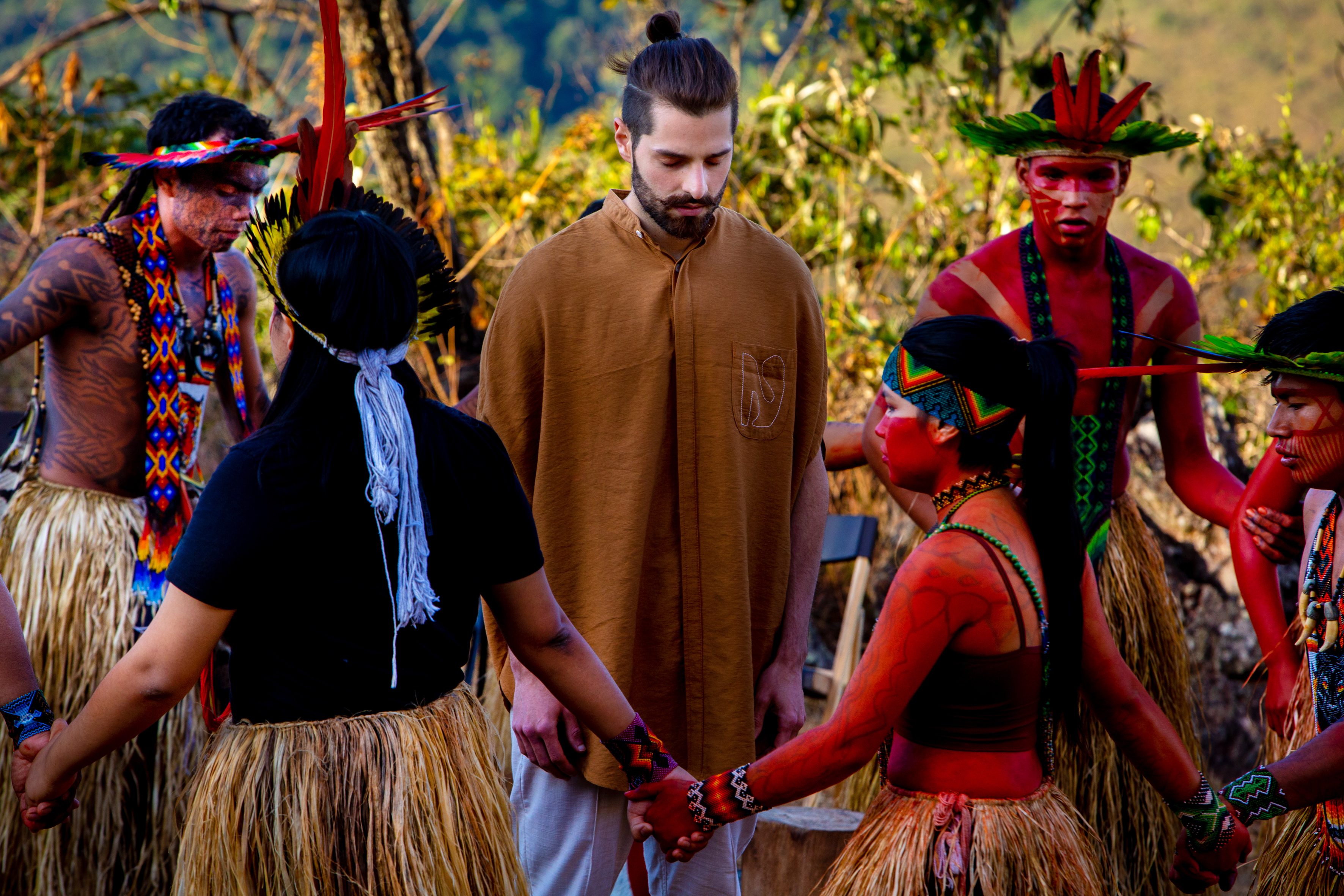
Visita de Alok aos Yawanawa

A colaboração de Alok com os povos originários do Brasil teve início em 2019, quando o artista realizou uma viagem de imersão espiritual às aldeias do povo Yawanawa, localizadas no estado do Acre, na região amazônica. Nessa experiência, ele entrou em contato com os cantos e melodias indígenas, reconhecendo e sentindo seu potencial de cura e transformação. Esse despertar resultou, dois anos depois, na concepção do álbum O Futuro é Ancestral, com um convite que reuniu 50 artistas indígenas de oito etnias distintas, em um processo de criação colaborativa que envolveu aproximadamente 500 horas de gravação ao longo de 40 dias de convivência em estúdio. O projeto é uma realização do Instituto Alok.
O álbum foi oficialmente lançado em Brasília, no dia 19 de abril de 2024, em celebração ao Dia dos Povos Indígenas. A divulgação internacional incluiu uma série de apresentações significativas. Entre elas, destacam-se duas performances na sede da Organização das Nações Unidas (ONU), em Nova Iorque, durante a Semana do Clima, nos anos de 2022 e 2023. Além disso, o projeto foi destaque em duas edições do festival Global Citizen: a primeira, em 2021, transmitida online a partir da Amazônia durante a pandemia de COVID-19, para uma rede global de televisão e plataformas digitais; e a segunda, em 2024, com apresentação ao vivo no Central Park, em Nova Iorque.
Em solo norte-americano, a iniciativa também ganhou espaço no cenário da música latina. Alok e os artistas indígenas que integram o álbum realizaram o show de abertura da cerimônia de premiação do Grammy Latino, em Miami, em um momento considerado histórico para a cultura indígena, já que uma das faixas do álbum, Pedju Kunumigwe, dos Nhandewa, também concorreu na categoria de Melhor Performance de Música Eletrônica. Antes do lançamento oficial, o álbum teve uma apresentação de pré-lançamento no Museu do Grammy, em Los Angeles.
No Brasil, a jornada de divulgação do álbum incluiu apresentações no Centro Cultural Banco do Brasil (CCBB), no Rio de Janeiro, e na cidade de Belém, que marcou simbolicamente o início da contagem regressiva para a 30ª Conferência das Nações Unidas sobre Mudanças Climáticas (COP-30), prevista para ocorrer em 2025, também na capital paraense. A faixa Canto do Vento, em colaboração com o grupo Wyanã Cantos Nativos Kariri Xocó, foi escolhida como música-tema oficial da Seleção Brasileira Indígena de Futebol.
Como desdobramento do projeto, o Instituto Alok anunciou a Coleção Som Nativo, composta por sete novos álbuns, com músicas tradicionais e contemporâneas das mesmas etnias envolvidas no álbum principal. Diferentemente de O Futuro é Ancestral, esses trabalhos não contarão com a produção eletrônica de Alok. As composições trazem mensagens de conexão com a natureza, resistência cultural e valorização da identidade indígena. A coleção é uma contribuição do Instituto Alok à Década Internacional das Línguas Indígenas (2022-2032), em cooperação com a UNESCO.
Em entrevista, Alok declarou que seu desejo é fazer outros álbuns e construir um legado, um acervo da música indígena gravada com boa qualidade. Além da música, o Instituto Alok apoia 33 projetos em aldeias indígenas.
Além das ações voltadas aos povos originários, o Instituto Alok atua também com comunidades negras, com foco especial em mulheres e crianças, por meio de iniciativas nas áreas de educação, saúde e empreendedorismo. Em parceria com o Instituto Vini Jr., o Instituto desenvolve projetos em duas escolas quilombolas — uma no estado do Rio de Janeiro e outra na Bahia. Em conjunto com o Instituto Feira Preta, apoia o projeto de economia criativa Pretas Potências, que já capacitou e financiou 20 mulheres empreendedoras negras de diferentes regiões do país. A instituição também mantém duas unidades da Casa Preta Hub, centros em São Paulo (SP) e Cachoeira (BA) voltados à criatividade e ao empreendedorismo negro, que também recebeu apoio financeiro do Instituto.
Na área da saúde, destaca-se o projeto Luz na Saúde, que já realizou mais de 3.600 atendimentos voltados ao cuidado com a saúde da mulher, como apoio à redução da fila de atendimento do SUS do Rio de Janeiro e de São Paulo. Os serviços oferecidos incluem laserterapia para incontinência urinária, rastreamento de câncer do colo do útero, mamografias, atendimento odontológico e aferição de sinais vitais, beneficiando majoritariamente mulheres negras.

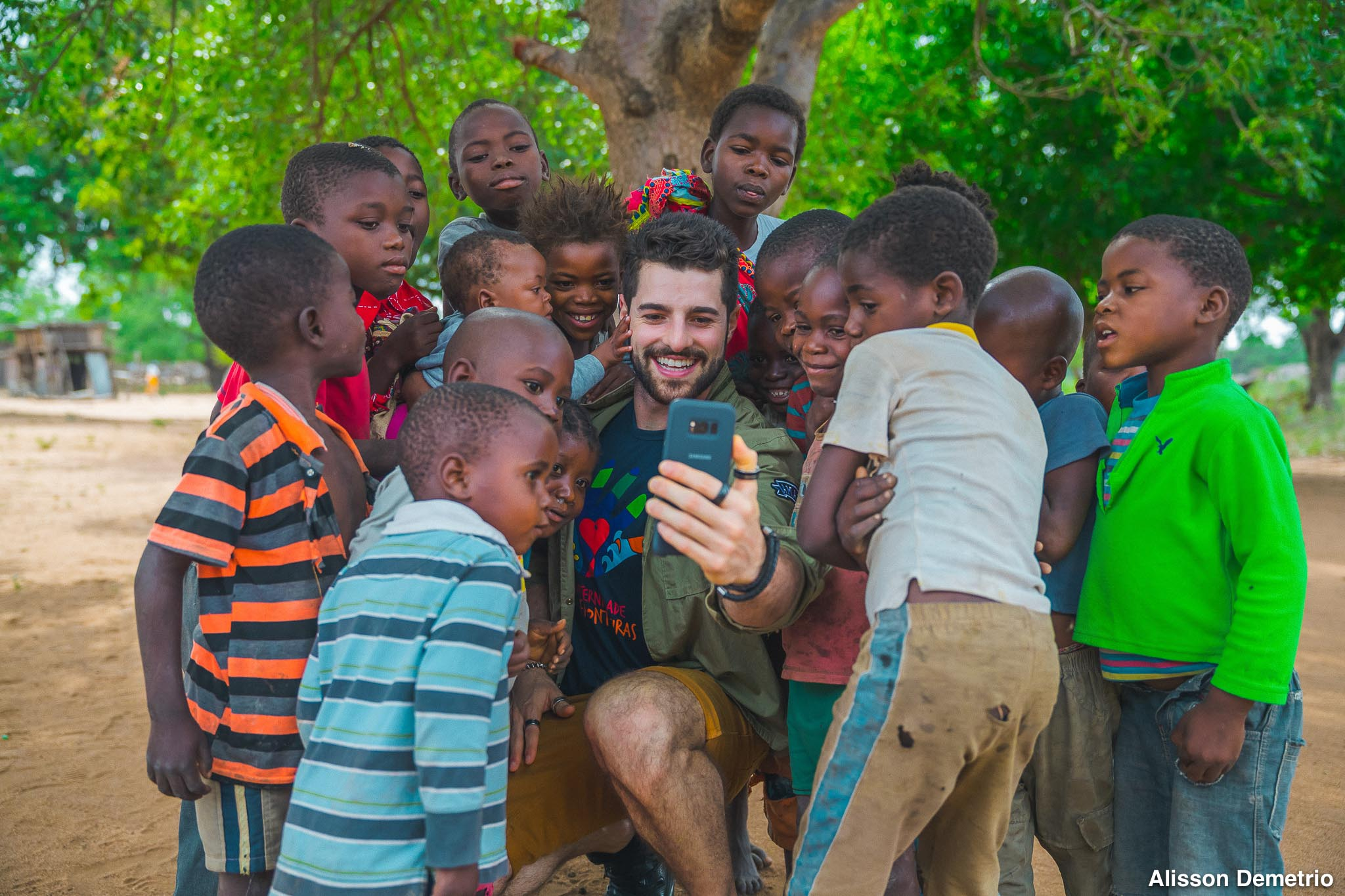
Alok com crianças em Moçambique

Em nível internacional, Alok destinou aproximadamente 1 milhão de dólares para ações humanitárias em três países africanos — Moçambique, Madagascar e Malawi — por meio da organização Fraternidade sem Fronteiras. Outro milhão de dólares foi doado para projetos sociais na Índia, realizados em parceria com a Kailash Satyarthi Children Foundation (fundada pelo vencedor do Prêmio Nobel da Paz Kailash Satyarthi), Ashoka India e Lokaa Foundation. Nessas iniciativas, as doações foram feitas diretamente por Alok, cabendo ao Instituto Alok a responsabilidade de mapear, acompanhar e avaliar os projetos e seus resultados.

## Missão, visão e valores
O Instituto Alok oferece suporte técnico a organizações sociais, auxiliando na elaboração, desenvolvimento e monitoramento de projetos específicos que serão contemplados com apoio financeiro.
Além disso, o Instituto realiza doações para viabilizar a execução desses projetos, atuando com solidariedade tanto em contextos de emergência coletiva quanto em casos individuais. Esses recursos provêm de fundos próprios e/ou de parcerias mobilizadas com outras organizações da sociedade civil ou empresas privadas, visando ampliar o impacto das ações. A seleção dos projetos e iniciativas apoiados ocorre por meio de curadoria interna, editais públicos ou da análise de propostas espontaneamente recebidas.
- Missão: Contribuir para o desenvolvimento social e a proteção da natureza, apoiando ações que impactem positivamente as vidas das populações mais vulneráveis e o meio ambiente, além de inspirar atitudes positivas de solidariedade.
- Visão: Um mundo onde cada ser humano viva em condições que apoiem plenamente seu crescimento pessoal, permitindo-lhes criar e decidir de forma autônoma, enquanto colaboram na construção de uma sociedade feliz, justa e sustentável.
- Valores: O Instituto Alok é guiado por um senso de unidade que abrange culturas, comunidades e a vida de todos os seres. Acredita que uma sociedade é verdadeiramente democrática quando todos têm oportunidades iguais, e seus direitos e liberdades de escolha são respeitados.

## Comunicação e Transparência
O Instituto Alok mantém canais ativos de comunicação com o público por meio de suas redes sociais e do site oficial, onde compartilha informações sobre projetos, parcerias e resultados alcançados. Além disso, publica anualmente relatórios sociais auditados para garantir a transparência de suas ações.[carece de fontes?]

## Equipe e Governança
Alok, fundador da instituição, mantém-se como presidente desde sua criação em 2020. Sua esposa, a médica Romana Novais, é co-fundadora. O jornalista e empreendedor social Devam Bhaskar (Geraldinho Vieira) responde pela direção executiva.
- Equipe executiva nas áreas de parcerias, comunicação, administração e contabilidade: Janaína Coe, Beatriz Nunes, Gabriela Alves, Bia Penido, Sandro Arakaki, Tamiris Sobral, Andréia Dias, Maria de Fátima Albuquerque e Lorhayne Guimarães.
- Conselho Administrativo: Fábio Soares, Robson Cunha e Rafael Macedo.
- Conselho Fiscal: Anna Ryta Costa, Felipe Caldeira Lobo e Raul Marcilio de Souza.